# J.P. Love
J.P. Love, mort le 11 mars 2021, est un acteur et producteur suisse de films X. Il gagna sa notoriété en présentant l’émission quotidienne Love Talk sur la chaîne privée U1 TV.

## Biographie
J.P. Love est le pseudonyme de Jean-Paul Lob. Il est issu d'une famille de notables bernois.
Avant d’être acteur, il était courtier et avait beaucoup de succès dans ce domaine. Il gravissait « das Stägeli bis ganz hinauf » – les échelons jusqu'au-dessus.
Il entama sa carrière actuelle assez tardivement. Jusqu'à 2007, J.P. Love a joué dans environ 30 films, notamment à l'étranger. Il faisait aussi partie d'un jury qui cherchait des acteurs pour des films adultes. Dans son émission Love Talk, il interviewe des hommes qui exercent le même métier que le sien ou un métier similaire.

## Filmographie
- Heidi, das Luder von der Alm : Doktor Sesemann dans multiples émissions
- Eine Hochzeitsnacht in der Kristallgrotte
- Momo intim
- Swiss Fuckers (émission n° 74 - J.P. Love im Bus)